# Niezależni sportowcy olimpijscy na Letnich Igrzyskach Olimpijskich 2016
Niezależni sportowcy olimpijscy na Letnich Igrzyskach Olimpijskich 2016 w Rio de Janeiro – drużyna złożona z dziewięciorga zawodników pochodzących z Kuwejtu. Narodowy Komitet Olimpijski Kuwejtu został zawieszony przez MKOl 27 października 2015 i dlatego zawodnicy z tego państwa nie mogą występować pod swoją flagą. Niezależnie startowała reprezentacja uchodźców.
Był to 4. start niezależnych sportowców olimpijskich na letnich igrzyskach olimpijskich.
Najlepszym wynikiem jaki osiągnęli niezależni sportowcy olimpijscy na Letnich Igrzyskach Olimpijskich 2016 był złoty medal, który zdobył Fehaid Aldeehani w strzelectwie w konkurencji „trap podwójny” oraz brązowy medal, który zdobył Abdullah Al-Rashidi w strzelectwie w konkurencji „Skeet”.

## Reprezentanci

### Strzelectwo
| Zawodnik              | Konkurencja   | Kwalifikacje | Kwalifikacje | Finał  | Finał   |
| Zawodnik              | Konkurencja   | Wynik        | Pozycja      | Wynik  | Pozycja |
| --------------------- | ------------- | ------------ | ------------ | ------ | ------- |
| Fehaid Aldeehani      | trap podwójny | 135 pkt      | 6.           | 26 pkt |         |
| Ahmad Alafasi         | trap podwójny | 128 pkt      | 15.          | NQ     | NQ      |
| Abdullah Al-Rashidi   | Skeet         | 123 pkt      | 1.           | 16 pkt |         |
| Saud Habib            | Skeet         | 117 pkt      | 20.          | NQ     | NQ      |
| Khaled Al-Mudhaf      | trap          | 117 pkt      | 8.           | NQ     | NQ      |
| Abdulrahman Al Faihan | trap          | 115 pkt      | 14.          | NQ     | NQ      |

### Pływanie
| Zawodnik    | Konkurencja     | Eliminacje | Eliminacje | Półfinał | Półfinał | Finał | Finał   |
| Zawodnik    | Konkurencja     | Czas       | Miejsce    | Czas     | Miejsce  | Czas  | Miejsce |
| ----------- | --------------- | ---------- | ---------- | -------- | -------- | ----- | ------- |
| Abbas Qali  | 100 m motylkiem | 54,63      | 4.         | NQ       | NQ       | NQ    | NQ      |
| Faye Husain | 50 m dowolnym   | 26,86      | 1.         | NQ       | NQ       | NQ    | NQ      |

### Szermierka
| Zawodnik            | Konkurencja     | 1/32                 | 1/16             | 1/8              | Ćwierćfinały     | Miejsca 5-8.     | Półfinały        | Mecz o 5. miejsce | Finał            | Finał   |
| Zawodnik            | Konkurencja     | Przeciwnik Wynik     | Przeciwnik Wynik | Przeciwnik Wynik | Przeciwnik Wynik | Przeciwnik Wynik | Przeciwnik Wynik | Przeciwnik Wynik  | Przeciwnik Wynik | Pozycja |
| ------------------- | --------------- | -------------------- | ---------------- | ---------------- | ---------------- | ---------------- | ---------------- | ----------------- | ---------------- | ------- |
| Abdulaziz Al-Shatti | szpada mężczyzn | András Rédli P 13:14 | NQ               | NQ               | NQ               | NQ               | NQ               | NQ                | NQ               | 33.     |